# アントニオ・チフロンディ
アントニオ・チフロンディ（Antonio Cifrondi または Antonio Zifrondi、1656年6月11日 - 1730年10月30日）はイタリアの画家である。

## 略歴
イタリア北部、ベルガモ県のクルゾーネで貧しい石工の家に生まれた。幼い頃から絵の才能を示し、地元の画家に学んだ後、15歳の時に、ベルガモ出身の建築家、ファンツァーゴ(Cosimo Fanzago）の残した財団の奨学金を得て、ボローニャのマルカントニオ・フランチェスキーニのもとで学んだ。フランチェスキーはカルロ・チニャーニを中心とする画家のグループのメンバーであった。ボローニャでの修行を終えると、ローマ、ヴェネツィアに旅し、1675年にパリに移り、パリに5年間、滞在した。
パリではフランスの宮廷画家、シャルル・ルブランのもとでヴェルサイユ宮殿の装飾などの仕事をして名声を得た。1680年にパリを離れ、故郷のベルガモのクルーソーネに戻り、多くの教会の装飾画を描いた。
晩年はブレシアのサン・ファウスティーノ修道院などで活動し、ブレシアで死去した。

## 作品

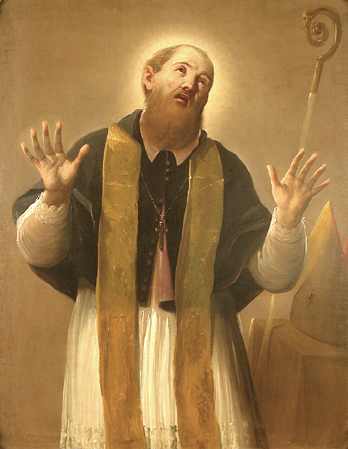
Santo obispo (1710)
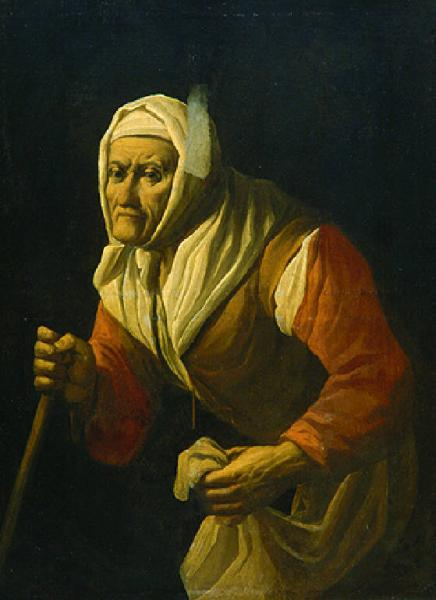
杖を持つ老女
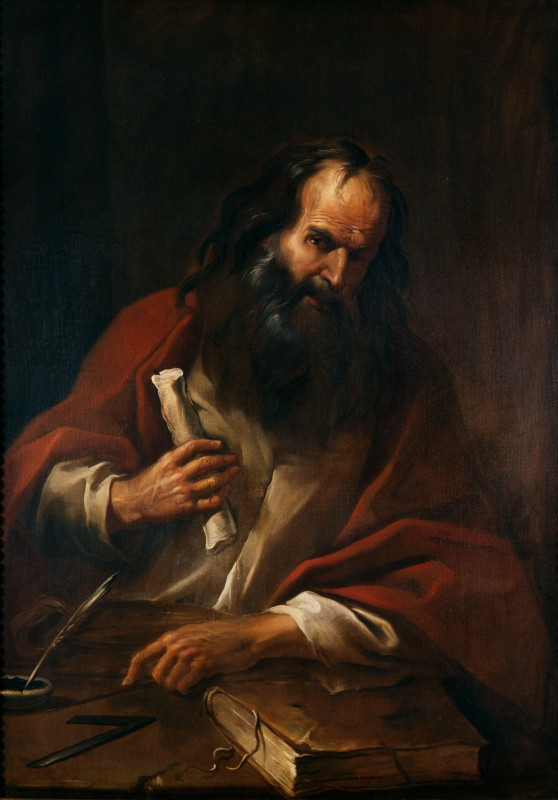
エウクレイデス
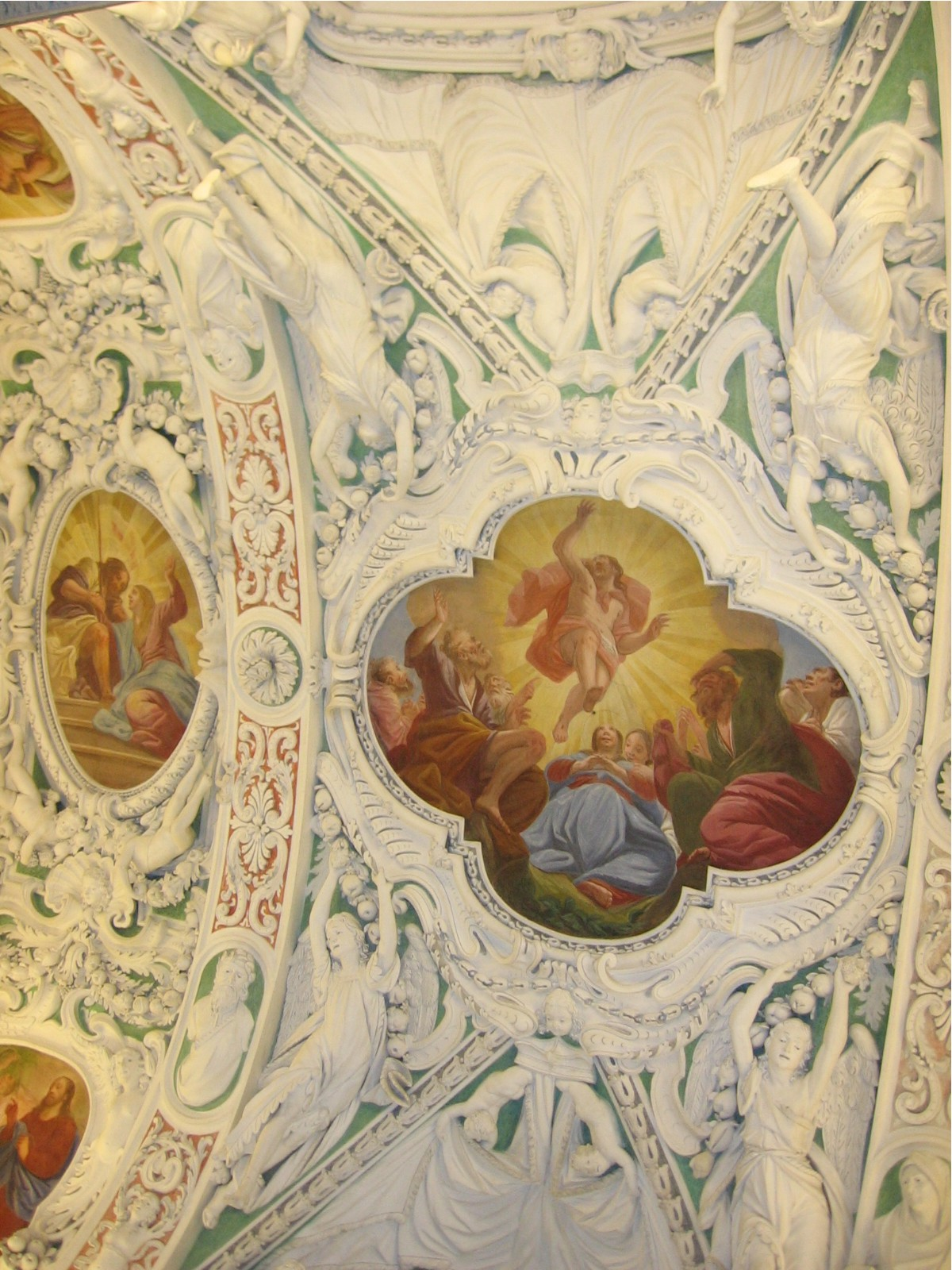

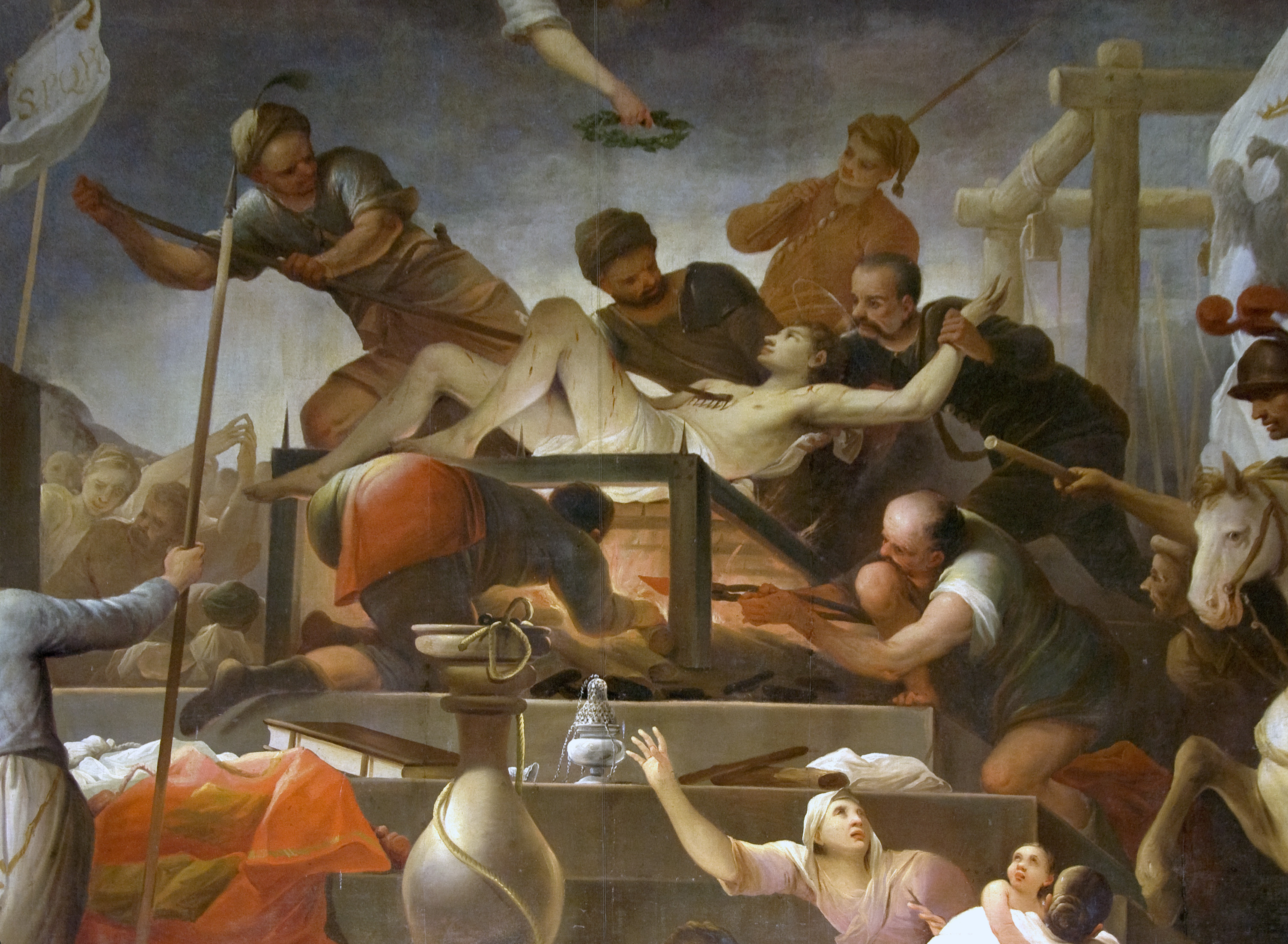
聖ヴィセンテの殉難
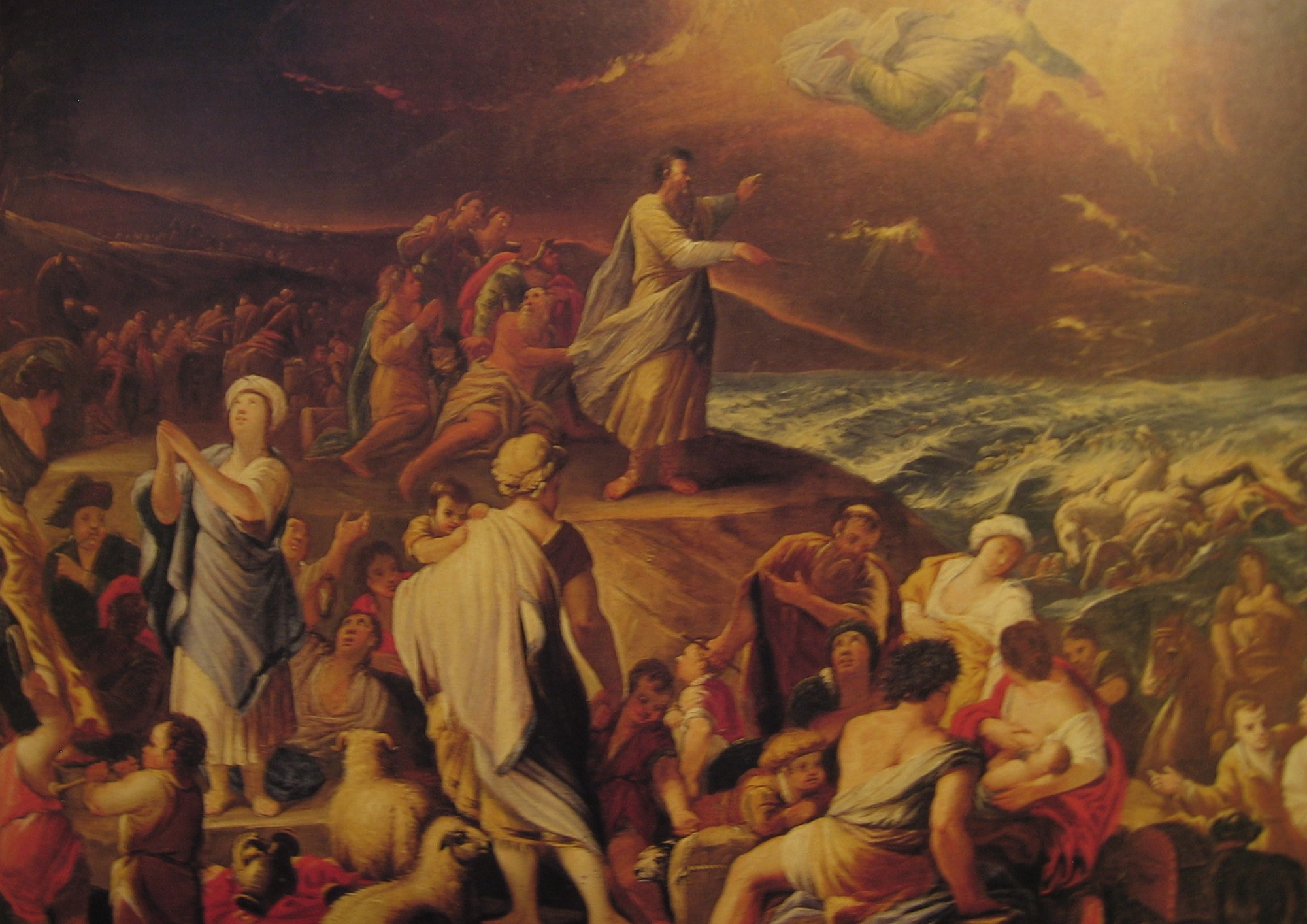
紅海を渡るモーゼ